# Никифоренко Сергій Олексійович
Сергій Олексійович Никифоренко (17 березня 1955, Москва) — радянський футболіст, який грав на позиції як захисника, так і нападника. Відомий за виступами у московському «Локомотиві», дніпропетровському «Дніпрі» та ташкентському «Пахтакорі» у вищій лізі СРСР.

## Клубна кар'єра
Сергій Никифоренко народився у Москві. Розпочав займатися футболом у футбольній школі московського «Динамо». У дорослому футболі дебютував у складі московського «Локомотива» в першій лізі, а з 1975 року грав у складі команди у вищій лізі. У 1979 році протягом одного сезону Сергій Никифоренко грав у складі команди другої ліги «Спартак» з Рязані. У 1980 році Никифоренко грав у команді вищої ліги «Пахтакор» з Ташкента. У 1981 році він стає гравцем іншої команди вищої ліги «Дніпро» з Дніпропетровська. У 1982 році, разом із досвідченими футболістами Анатолієм Шелестом та Ревазом Шелія, став гравцем команди першої ліги «Таврія» з Сімферополя, після закінчення сезону 1982 року завершив виступи на футбольних полях.